# 오이도역
오이도역(Oido Station, 烏耳島驛)은 대한민국 경기도 시흥시 정왕동에 있는 수도권 전철 4호선, 수도권 전철 수인·분당선의 전철역이며 수도권 전철 4호선의 종점이다. 수도권 전철 4호선의 시·종착역이다. 역명은 약 5km 거리에 오이도가 있어서 붙여진 이름이다. 수도권 전철 4호선은 이 역부터 선바위역까지 한국철도공사 구간이고 좌측 통행이다. 수도권 전철 4호선은 이 역부터 금정역까지 지상 구간이다.

## 역사
- 2000년 7월 28일: 안산선 안산-오이도 복선전철 개통과 함께 영업 개시[1]
- 2009년 12월 1일: 철도승차권 단말기 철거
- 2012년 6월 30일: 수인선 오이도-송도 복선전철 개통[2]
- 2013년 9월 1일: 오전 10시 ~ 오후 5시에 한하여 평면 환승 시행[3]
- 2016년 9월 1일: 평면 환승 폐지
- 2020년 5월 29일: 수인선 철도거리표 개정에 따른 기점 및 거리 수정. (수원 기점 31.7km)
- 2020년 9월 12일: 수인선 수원 - 오이도 구간 개통과 함께 수도권 전철 수인·분당선으로 노선명 변경. 중간역이 됨

## 역 구조
2면 4선 쌍섬식 승강장을 갖추고 있다. 과거에는 1·2번 승강장이 수도권 전철 4호선 승강장, 3·4번 승강장이 수도권 전철 수인선 승강장이었지만, 2020년 9월 12일에 수인선과 분당선이 직결된 수도권 전철 수인·분당선이 변경하면서 1~4번 승강장 모두 4호선, 수인분당선이 혼용해서 사용하기 때문에, 수도권 전철 4호선을 비롯한, 수인·분당선의 모든 열차가 모두 정차하며, 시흥차량사업소와 연결되어 있어 이 역을 시·종착역으로 삼는 열차도 있다..
3·4번 승강장은 수인선 개통 이전 수도권 전철 4호선 출발 승강장으로 사용했으나, 2012년 6월 1일 수인선용 승강장으로 변경됐다. 2013년 9월 1일부터 오전 10시 ~ 오후 5시에 한해 평면 환승이 가능하도록 했으나, 2016년 9월 1일부터 평면 환승이 폐지되었고, 2020년 9월 12일 수인·분당선의 연장에 따라 승강장이 현재와 같이 개편되었다.

### 배선도
월곶역에서 오이도역에 이른 시흥차량기지선과 시흥차량기지의 배선도는 다음과 같다. 오이도역에서 시흥차량사업소로 선로가 연결되어 있다.

### 승강장
| ↑ 정왕(4호선, 수인·분당선) |
| ４３ \| ２１ \|            |
| 달월(수인·분당선) ↓        |

| 1 · 2 | ● 수도권 전철 4호선       | 당역종착                                           |
| 1 · 2 | ● 수도권 전철 수인·분당선 | 소래포구 · 인천논현 · 송도 · 인천 방면             |
| 3 · 4 | ● 수도권 전철 4호선       | 안산 · 금정 · 이촌·창동 · 불암산 방면              |
| 3 · 4 | ● 수도권 전철 수인·분당선 | 수원 · 서현 · 모란 · 선정릉 · 왕십리 · 청량리 방면 |

## 역 주변
| 나가는 곳 | 방면                                 |
| --------- | ------------------------------------ |
| 1         | 송운초등학교 송원중학교 냉정초등학교 |

## 승차량 변동
- 4호선과 수인분당선은 개찰구를 공유하므로 모든 승차량은 4호선의 것으로 간주한다.

| 역 노선 | 승차 인원 | 승차 인원 | 승차 인원 | 승차 인원 | 승차 인원 | 승차 인원 | 승차 인원 | 승차 인원 | 승차 인원 | 승차 인원 | 승차 인원 | 승차 인원 | 승차 인원 | 승차 인원 | 승차 인원 | 승차 인원 | 승차 인원 | 승차 인원 | 승차 인원 | 승차 인원 | 승차 인원 | 승차 인원 | 주 석 |
| 역 노선 | 2000년    | 2001년    | 2002년    | 2003년    | 2004년    | 2005년    | 2006년    | 2007년    | 2008년    | 2009년    | 2010년    | 2011년    | 2012년    | 2013년    | 2014년    | 2015년    | 2016년    | 2017년    | 2018년    | 2019년    | 2020년    | 2021년    | 주 석 |
| ------- | --------- | --------- | --------- | --------- | --------- | --------- | --------- | --------- | --------- | --------- | --------- | --------- | --------- | --------- | --------- | --------- | --------- | --------- | --------- | --------- | --------- | --------- | ----- |
| 4호선   | 2691      | 3909      | 4552      | 5187      | 4536      | 4660      | 4849      | 5129      | 5429      | 5413      | 5479      | 5815      | 6475      | 7194      | 7631      | 7808      | 8548      | 9253      | 10000     | 10603     | 7407      | 7408      | [ 6 ] |

## 갤러리

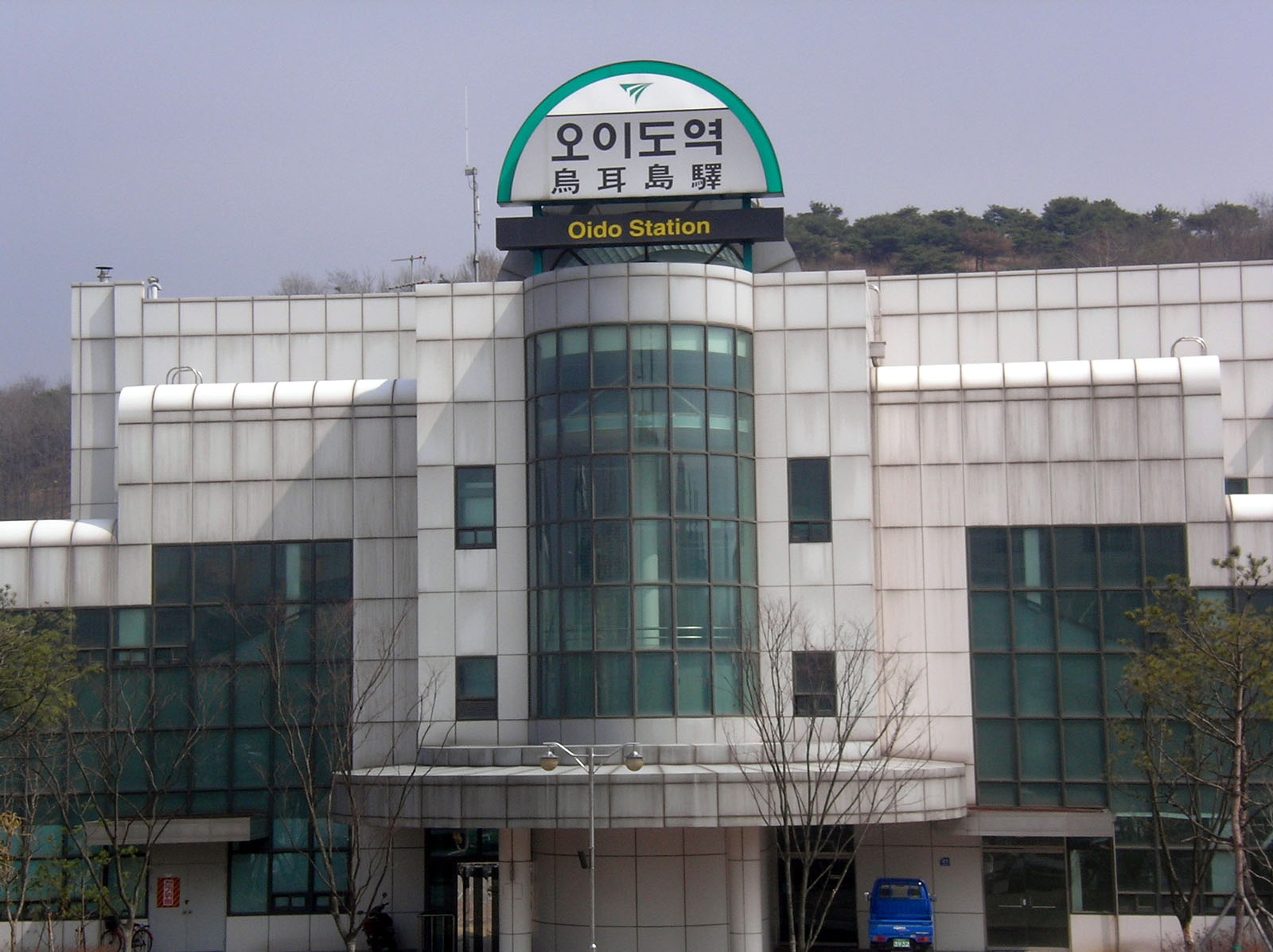
역사 (CI 개정전)
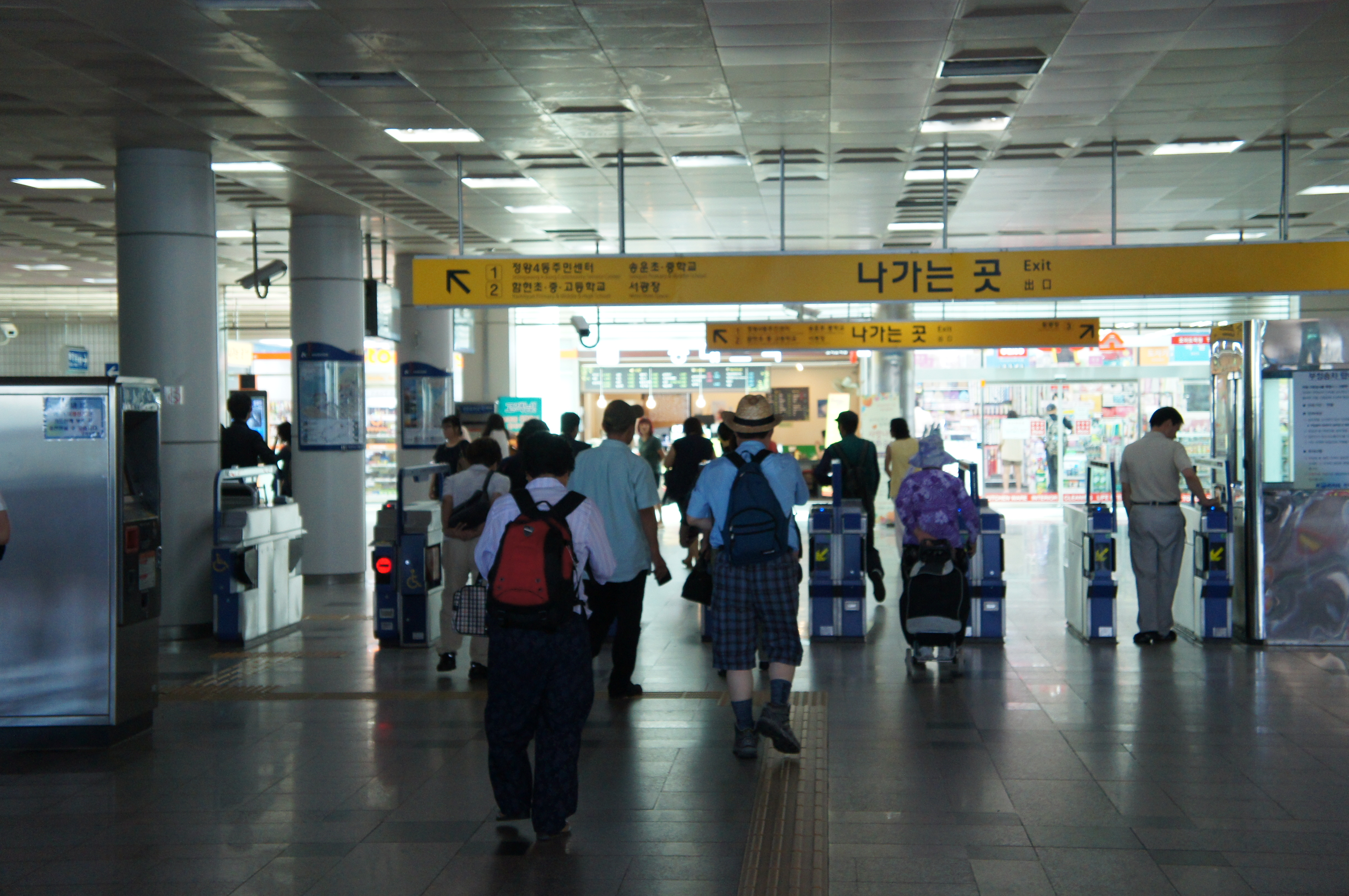
대합실
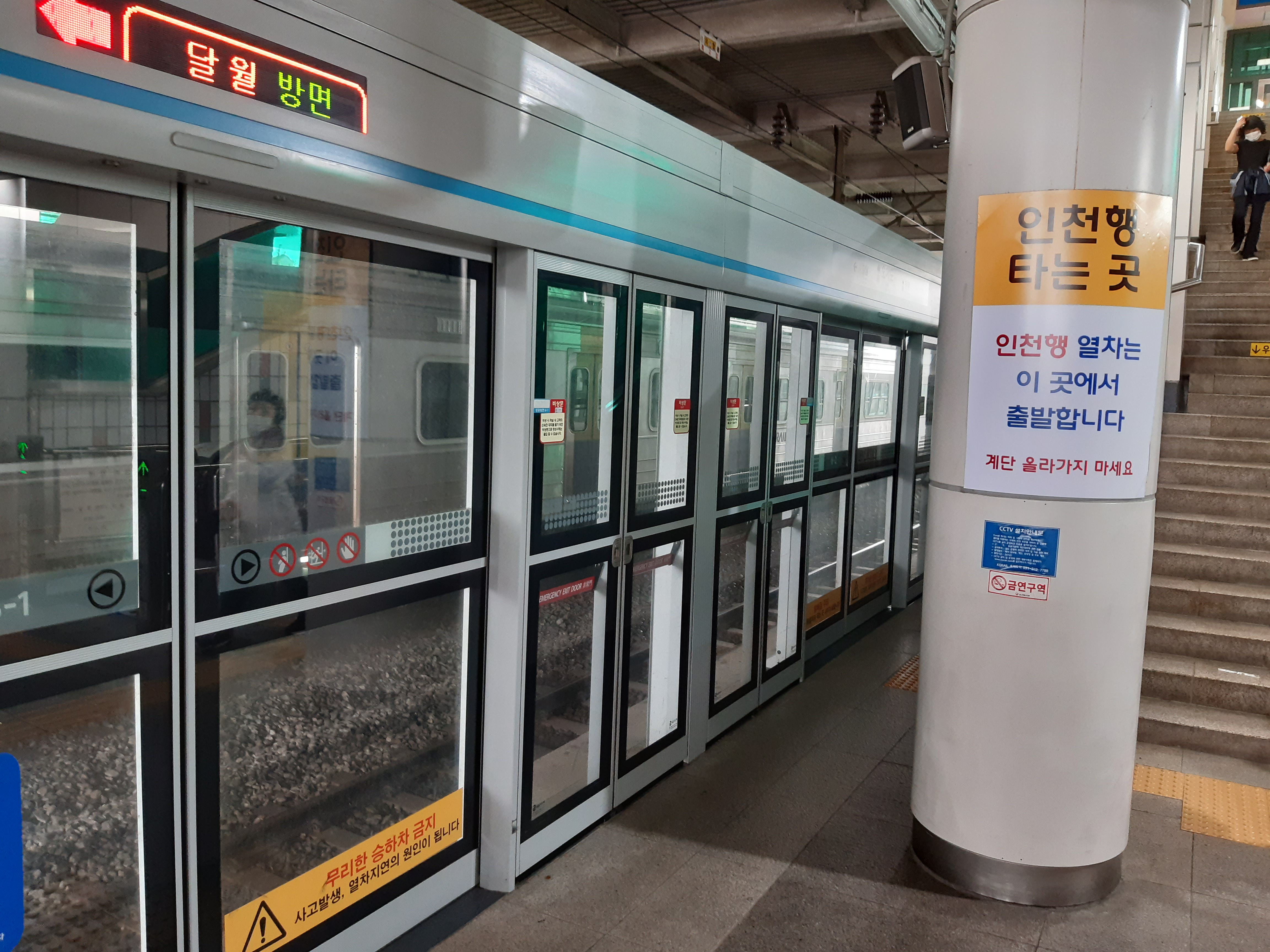
승강장안내문
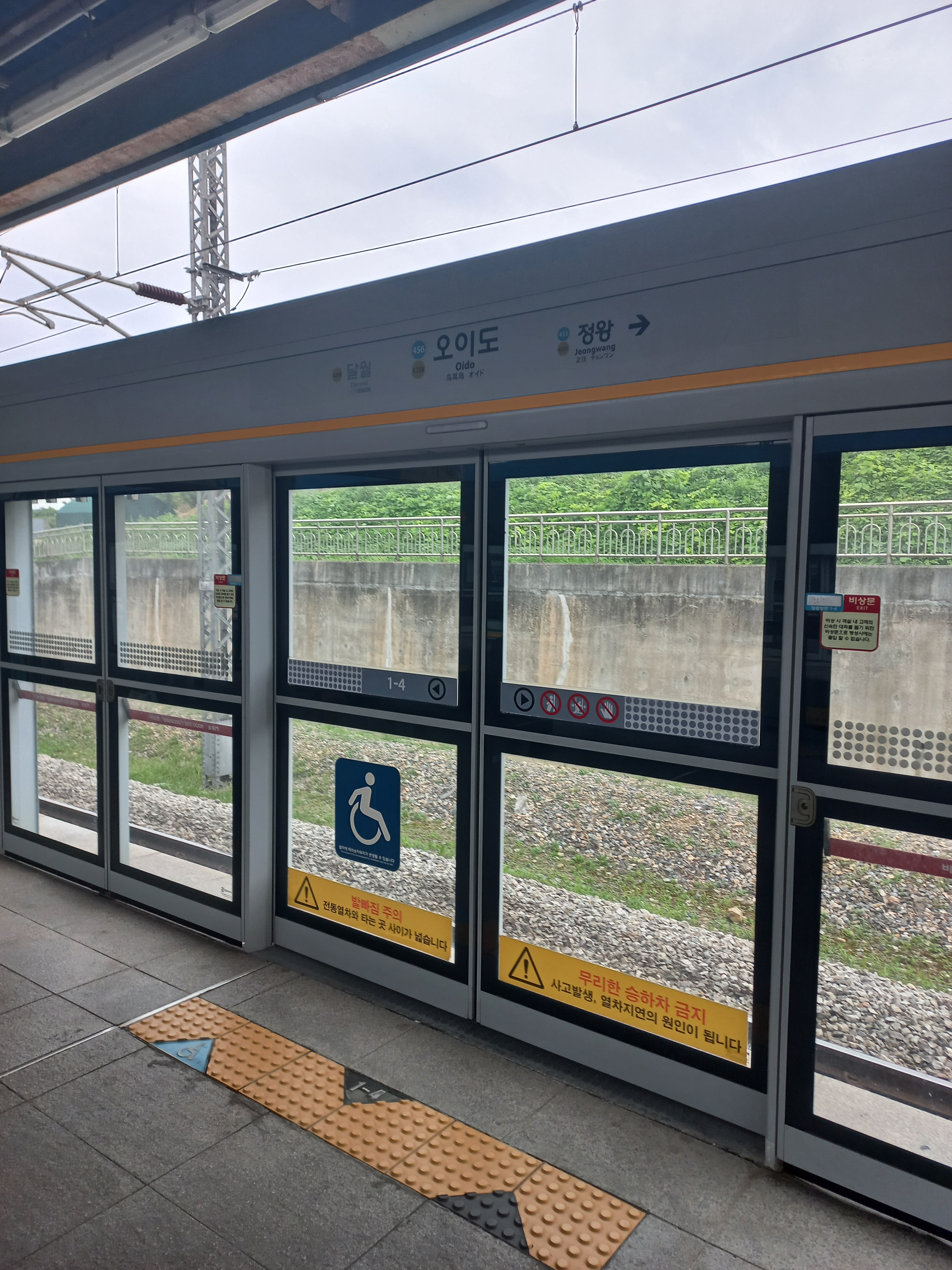
스크린도어

## 인접한 역
| 안산선                | 안산선                         | 안산선                  |
| --------------------- | ------------------------------ | ----------------------- |
| 456 정왕 불암산 방면  | ● 수도권 전철 4호선 완행       | 시·종착역               |
| 456 정왕 불암산 방면  | ● 수도권 전철 4호선 급행       | 시·종착역               |
| 수인선                |                                |                         |
| K257 정왕 청량리 방면 | ● 수도권 전철 수인·분당선 완행 | K259 달월 인천 방면     |
| 시·종착역             | ● 수도권 전철 수인·분당선 급행 | K261 소래포구 인천 방면 |